# فرسایش مداری

فرازای مدارگرد (ایستگاه فضایی) تیانگونگ ۱ در طی سال پایانی مأموریت خود و بازگشت کنترل نشدهٔ آن به اتمسفر زمین.

در مکانیک مداری، فرسابش مداری یا اضمحلال مدار، کاهش تدریجی فاصله بین دو پیکر فضایی درگیر در یک مدار، در نزدیکترین هم‌آیی آن‌دو (حضیض) در طی گردش‌های بسیار در دوره‌های مداری است. این اجسام در مدار می‌توانند سیاره‌ای و ماهوارهٔ آن، یک ستاره، یک سیاره و هر شیء در مدار آن (ماهواره)، یا اجزای هر منظومه دوتایی باشند. مدارها بدون وجود مکانیسم اصطکاک‌مانند؛ که انرژی را از حرکت مداری منتقل می‌کند فرسوده نمی‌شوند. این می‌تواند هر یک از متعدد اثرهای مکانیکی، گرانشی یا الکترومغناطیسی باشد. برای اجسام در مدار  نزدیک زمین، مهمترین تأثیرگذار کشش جوی زمین است.
در صورت نبودن سیستم کنترل فرسایش، این پس‌رفت در نهایت منجر به پایان آمدن تداوم مدار می‌شود که در آن صورت جسم کوچکتر بر سطح جرم بزرگ‌تر برخورد می‌کند، یا برای اجسامی که جرم بزرگ‌تر دارای جو باشد، جسم کوچکتر می‌سوزد، منفجر می‌شود، یا در جوّ جسم بزرگتر درهم شکسته می‌شود. برای جرم‌هایی که جرم اصلی یک ستاره است، با سوختن در پرتوهای ستاره (مانند دنباله‌دارها) و غیره وجودشان به پایان می‌رسد.
در برخوردهای جرم ستاره‌ای معمولاً با پی‌آمدهای سهمگین‌تری مانند انفجار پرتوی گاما همراه است.
به دلیل کشش جوی، کمترین ارتفاع از بالای زمین که یک جسم در مدار دایره ای می‌تواند حداقل یک دور کامل را بدون پیشرانش به‌انجام برساند تقریباً ۱۵۰ کیلومتر (۹۰ مایل) است.

## چرایی

### کشش اتمسفری
کشش جوی در ارتفاع مداری با برخورد پی‌درپی مولکول‌های گازی به ماهواره ایجاد می‌شود. این عامل اصلی فرسایش مداری برای ماهواره‌ها در مدار نزدیک زمین است. این امر باعث کاهش ارتفاع مدار ماهواره می‌شود. در مورد زمین، کشش جوی که منجر به ورود دوباره ی ماهواره‌ها به جو می‌شود با توالی زیر قابل توصیف است:
ارتفاع کمتر ← اتمسفر متراکم‌تر ← افزایش کشش ← افزایش گرما ← معمولاً سوختن هنگام ورود مجدد.